# Сакальтяригол
Сакальтяригол (устар. Сакальтяр-Игол) — река в России, протекает по Ханты-Мансийскому АО. Устье реки находится в 164 км по правому берегу реки Кысъёган. Длина реки составляет 57 км, площадь водосборного бассейна 550 км².
В 25 км от устья, по левому берегу реки впадает река Ай-Сакальтяригол.

## Данные водного реестра
По данным государственного водного реестра России относится к Верхнеобскому бассейновому округу, водохозяйственный участок реки — Вах, речной подбассейн реки — бассейн притоков (Верхней) Оби от Васюгана до Ваха. Речной бассейн реки — (Верхняя) Обь до впадения Иртыша.
Код объекта в государственном водном реестре — 13011000112115200037708.